# سیارک ۸۵۳۳
سیارک ۸۵۳۳ (به انگلیسی: 8533 Oohira، نامگذاری:1993BM) هشت هزار و پانصد و سی و سومین سیارک کشف شده‌است که در ۲۰ ژانویه ۱۹۹۳ کشف شد.